# Medophron femoratus
Medophron femoratus är en stekelart som beskrevs av Henry Keith Townes, Jr. 1983. Medophron femoratus ingår i släktet Medophron och familjen brokparasitsteklar. Arten är reproducerande i Sverige. Inga underarter finns listade i Catalogue of Life.